# Río Pigüeña
Río Pigüeña este o arie protejată (arie specială de conservare — SAC, sit de importanță comunitară — SCI) din Spania întinsă pe o suprafață de 51,07 ha, integral pe uscat.

## Localizare
Centrul sitului Río Pigüeña este situat la coordonatele 43°19′15″N 6°13′06″W / 43.3208°N 6.2182°V.

## Înființare
Situl Río Pigüeña a fost declarat sit de importanță comunitară în mai 1999 pentru a proteja 6 specii de animale. Situl a fost protejat și ca arie specială de conservare în decembrie 2014.

## Biodiversitate
Situată în ecoregiunile atlantică și marină Atlantică, aria protejată conține 4 habitate naturale: Pajiști uscate europene, Roci stâncoase cu vegetație pionieră de Sedo-Scleranthion sau Sedo albi-Veronicion dillenii, Păduri aluvionare cu Alnus glutinosa și Fraxinus excelsior (Alno-Padion, Alnion incanae, Salicion albae), Cursuri de apă de la nivel de câmpie la nivel montan, cu vegetație Ranunculion fluitantis și Callitricho-Batrachion.
La baza desemnării sitului se află mai multe specii protejate:
- mamifere (2): Galemys pyrenaicus, vidră de râu (Lutra lutra)
- nevertebrate (2): Elona quimperiana, Euplagia quadripunctaria
- pești (2): Petromyzon marinus, somonul (Salmo salar)